# Ježov (district de Hodonín)
Pour les articles homonymes, voir Ježov.
Ježov (en allemand : Jeschow) est une commune du district de Hodonín, dans la région de Moravie-du-Sud, en République tchèque. Sa population s'élevait à 713 habitants en 2020.

## Géographie
Ježov se trouve à 7 km à l'est-nord-est de Kyjov, à 21 km au nord-nord-est de Hodonín, à 48 km à l'est-sud-est de Brno et à 232 km au sud-est de Prague.
La commune est limitée par Skalka au nord, par Osvětimany au nord-est, par Žeravice à l'est, par Osvětimany au sud, et par Žádovice et Hýsly à l'ouest.

## Histoire
La première mention écrite de la localité date de 1320.